# Paul Faust
Paul Faust (* 1872 in Schwelm; † 1953 ebenda) war ein deutscher Orgelbauer in Barmen und Schwelm.

## Leben
Paul Faust erlernte von 1888 bis 1892 den Orgelbau bei Julius Schwarz in Rostock. Anschließend vertiefte er sich in verschiedenen Werkstätten und legte 1896 die Meisterprüfung bei der Firma Fabritius in Kaiserswerth ab. Zwei Jahre später wurde Faust Geschäftsführer bei der Ernst Bernhard Koch in Barmen und führte dort ab 1904 dessen Werkstatt fort, während Koch das Unternehmen nach Ronsdorf verlegte. Die Barmer Firma wurde 1920 nach Schwelm verlegt.
Carl Bürkle war seit 1941 Gesellschafter. Als er 1960 starb, übernahm seine Witwe die Leitung. Jürgen Dahlbüdding führte die Firma unter dem Namen „Schwelmer Orgelbau Jürgen Dahlbüdding KG“ fort, bis sie 1982 erlosch.

## Werk
Faust stand in der direkten Tradition von Ibach und Koch und bezeichnete sich zunächst als B. Koch’s Nachf. vormals Ibach’s Nachf. Insgesamt schuf Faust bis 1953 etwa 260 Orgelneubauten, von denen die meisten im Laufe der Zeit ersetzt wurden. Sein Wirkungskreis konzentrierte sich auf das südliche Westfalen und das angrenzende Rheinland. Vereinzelt wurden Werke ins Ausland exportiert. Er verwendete zunächst Kegelladen, ab 1920 setzte er Taschenladen ein. Die Trakturen waren pneumatisch oder elektrisch. Seine Prospektgestaltung war vom Jugendstil, in späteren Jahren vom Art déco geprägt. Nach Fausts Tod baute die Firma wieder Schleifladen.

## Werkliste (Auswahl)
| Jahr | Ort                           | Gebäude               | Bild | Manuale | Register   | Bemerkungen |
| ---- | ----------------------------- | --------------------- | ---- | ------- | ---------- | --- |
| 1903 | Wuppertal                     | Herz Jesu (Barmen)    |      | II/P    | etwa 18–20 | 1935 beim Erweiterungsumbau 14 Register übernommen |
| 1908 | Hordel                        | Ev. Kirche            |      | II/P    | 24         | pneumatische Kegelladen; mehrere kleine Umbauten, heute II/P/22; weitgehend erhalten |
| 1910 | Brüninghausen bei Lüdenscheid | Ev. Kirche            |      | II/P    | 10         | pneumatische Kegelladen; nahezu vollständig erhalten |
| 1910 | Oberwambach                   | Ev. Kirche            |      | II/P    | 9          | [ 6 ] |
| 1913 | Lieberhausen                  | Kirche Lieberhausen   |      | II/P    | 12         | mit Kegelladen, hinter Prospekt von Johann Heinrich Kleine (1765) |
| 1913 | Meddersheim                   | Ev. Pfarrkirche       |      | II/P    | 16         | Kegelladen, pneumatische Traktur |
| 1914 | Adenau                        | Erlöserkirche         |      | II/P    | 13         | Kegelladen, pneumatische Traktur |
| 1914 | Marl                          | Ev. Pauluskirche      |      | II/P    | 17         | Kegelladen, pneumatische Traktur → Orgel |
| 1915 | Dortmund                      | St.-Remigius-Kirche   |      | II/P    | 23         | elektropneumatische Kegelladen; 1984 umgebaut; 17 Register ganz oder teilweise erhalten |
| 1917 | Velbert                       | Bürgerhaus Langenberg |      | III/P   | 41         | zudem 2 Extensionen und 6 Transmissionen; umgebaut erhalten |
| 1926 | Gütersloh                     | Kreuzkirche           |      | II/P    |            | ursprünglich für den Festsaal der Klinik erbaut, 1959 in die neu errichtete Kreuzkirche versetzt |
| 1928 | Hiltrop                       | Erlöserkirche         |      | II/P    | 32         | eine der größten, vollständig erhaltenen Faust-Orgeln |
| 1928 | Sonnborn                      | Hauptkirche Sonnborn  |      | II/P    | 28         | spätromantisch; mehrfach umgebaut |
| 1930 | Dortmund                      | Nicolai-Kirche        |      | III/P   | 38         | breiter Orgelprospekt in Form eines „Lattenzauns“ mit vielen auf eine Länge geschnittenen Pfeifen; in den 1960er Jahren ersetzt |
| 1930 | Unna-Massen                   | Evangelischer Betsaal |      | II/P    | 11 (15)    | Ursprünglich als Dachbodenorgel erbaut, 1958 durch Stockmann nach Herz-Jesu-Kirche Hamm/Bockum-Hövel hinter einen stummen Freipfeifenprospekt versetzt und auf II/14 (17) erweitert (siehe Foto); 2023 an privat verkauft; pneumatische Taschenladen |
| 1931 | Oberholzklau                  | Evangelische Kirche   |      | II/P    | 20         | unter Verwendung älteren Materials, hinter neoromanischem Prospekt; mechanische Schleifladen; weitgehend erhalten |
| 1932 | Schwarzenau bei Bad Berleburg | Ev.-ref. Kirche       |      | II/P    | 10         | Taschenladen, elektropneumatische Trakturen; erhalten |
| 1937 | Netphen bei Siegen            | Martinikirche         |      | II/P    | 13         | Kegelladen, erhalten, 1968 renoviert durch Emanuel Kemper |
| 1953 | Duisburg-Walsum               | Johannis-Kirche       |      | II/P    | 16         | elektropneumatisch, 2006–2009 in die Harder-Völkmann-Orgel integriert |